# Вилла-Сан-Джованни
Ви́лла-Сан-Джова́нни (итал. Villa San Giovanni, сиц. Villa San Giuvanni) — город в Италии, в регионе Калабрия, подчиняется административному центру Реджо-Калабрия.
Население составляет 13 084 человека, плотность населения — 1090 чел./км². Занимает площадь 12 км². Почтовый индекс — 89018. Телефонный код — 0965.
Покровителем города почитается святой Иоанн Креститель. Праздник ежегодно празднуется 24 июня.